# شاردونم
شاردونم (به لاتین: Shardonem) یک منطقهٔ مسکونی در روسیه است که در استان آرخانگلسک واقع شده‌است.